# Myllocentrum
Myllocentrum is een geslacht van rechtvleugeligen uit de familie sabelsprinkhanen (Tettigoniidae). De wetenschappelijke naam van dit geslacht is voor het eerst geldig gepubliceerd in 1962 door Ragge.

## Soorten
Het geslacht Myllocentrum  is monotypisch en omvat slechts de volgende soort:
- Myllocentrum stigmosum (Karsch, 1896)